# Abgeschnitten
Abgeschnitten és una pel·lícula de thriller alemanya del 2018 dirigida per Christian Alvart. Està basada en la novel·la homònima escrita per Sebastian Fitzek i Michael Tsokos, un metge forense. La pel·lícula és protagonitzada per Moritz Bleibtreu, Jasna Fritzi Bauer, Lars Eidinger i Fahri Yardim. S'ha doblat i subtitulat al català.
Jasna Fritzi Bauer va ser nominada al premi Júpiter en la categoria de millor actriu alemanya.